# Колот (село)
Колот (кирг. Колот) — село в Базар-Коргонском районе Джалал-Абадской области Кыргызстана. Входит в состав Акманского айылного аймака.

## География
Село расположено в юго-восточной части области, на северо-западном берегу Базар-Коргонского водохранилища, на расстоянии приблизительно 4 километров (по прямой) к юго-востоку от города Базар-Коргон, административного центра района. Абсолютная высота — 696 метров над уровнем моря.

## Население
Согласно оценочным данным Национального статистического комитета Кыргызской Республики, численность населения села на начало 2023 года составляла 2726 человек.
| год     | 2009 | 2014 | 2015 | 2020 | 2021 | 2023 |
| ------- | ---- | ---- | ---- | ---- | ---- | ---- |
| человек | 2049 | 2276 | 2328 | 2675 | 2668 | 2726 |